# Kerygma
Kerygma (Grieks: κήρυγμα, kèrugma) is het Griekse woord dat in het Nieuwe Testament wordt gebruikt voor "verkondiging" of "prediking". Het is verwant aan het Griekse werkwoord κηρύσσω (kērússō): "als een boodschapper roepen of verkondigen" en betekent "verkondiging", "mededeling" of "prediking".
Het Nieuwe Testament leert dat Jezus zijn openbare bediening begon door een synagoge binnen te gaan en voor te lezen uit een boekrol met delen van het boek Jesaja. Hij identificeerde zich met degene waarover in Jesaja 61 werd geprofeteerd. Deze tekst is een programmatische verklaring over Jezus' bediening om het evangelie (het Goede nieuws) te prediken of verkondigen (kerygma) aan armen, blinden en gevangenen.

## Het Kerygma van het Nieuwe Testament
1. De beloften die God in het Oude Testament deed, zijn nu vervuld met de komst van Jezus, de Messias.[3]
2. Jezus werd door God als Messias gezalfd bij zijn doop.[4]
3. Jezus begon zijn bediening in Galilea na zijn doop.[5]
4. Jezus voerde een weldadige bediening uit, deed goed en toonde krachtige werken door de kracht van God.[6]
5. De Messias werd gekruisigd volgens Gods voornemen.[7]
6. Jezus werd uit de dood opgewekt en verscheen aan zijn discipelen.[8]
7. Jezus werd door God verhoogd en kreeg de naam "Heer".[9]
8. Jezus schonk de Heilige Geest om een nieuwe gemeenschap van God te vormen.[10]
9. Jezus zal wederkomen voor het Laatste Oordeel en het herstel van alle dingen.[11]
10. Allen die de boodschap horen, dienen berouw te hebben en te worden gedoopt.[12]

## Kerygma in theologische verhandelingen
"Kerygmatisch" wordt soms gebruikt om de boodschap van Jezus' hele bediening aan te duiden, als "een verkondiging die niet wordt gericht aan de theoretische rede, maar aan de toehoorder als een zelf", in juxtapositie van het didactische gebruik van de Schrift dat begrip nastreeft in het licht van wat wordt geleerd. De betekenis van de kruisiging staat in dit concept centraal.
In het midden van de twintigste eeuw, toen het literair genre van de evangeliën werd bediscussieerd, opperden geleerden als C. H. Dodd en Rudolf Bultmann dat deze tot een genre behoorden dat volstrekt uniek was in de oude wereld. Zij noemden dit genre "kerygma" en beschreven het als een latere ontwikkeling van verkondiging, die een geschreven vorm had gekregen. Hoewel later onderzoek problemen in Bultmanns hypothese heeft aangetoond, is de term "kerygma" in (theologische) verhandelingen over de Bijbel de onveranderlijke essentie gaan betekenen van de christelijk-apostolische boodschap.